# Mariusz Kazana
Mariusz Kazana (5. srpna 1960, Bydgoszcz, Polsko – 10. duben 2010, Pečersk, Rusko) byl polský státní úředník, právník a diplomat.

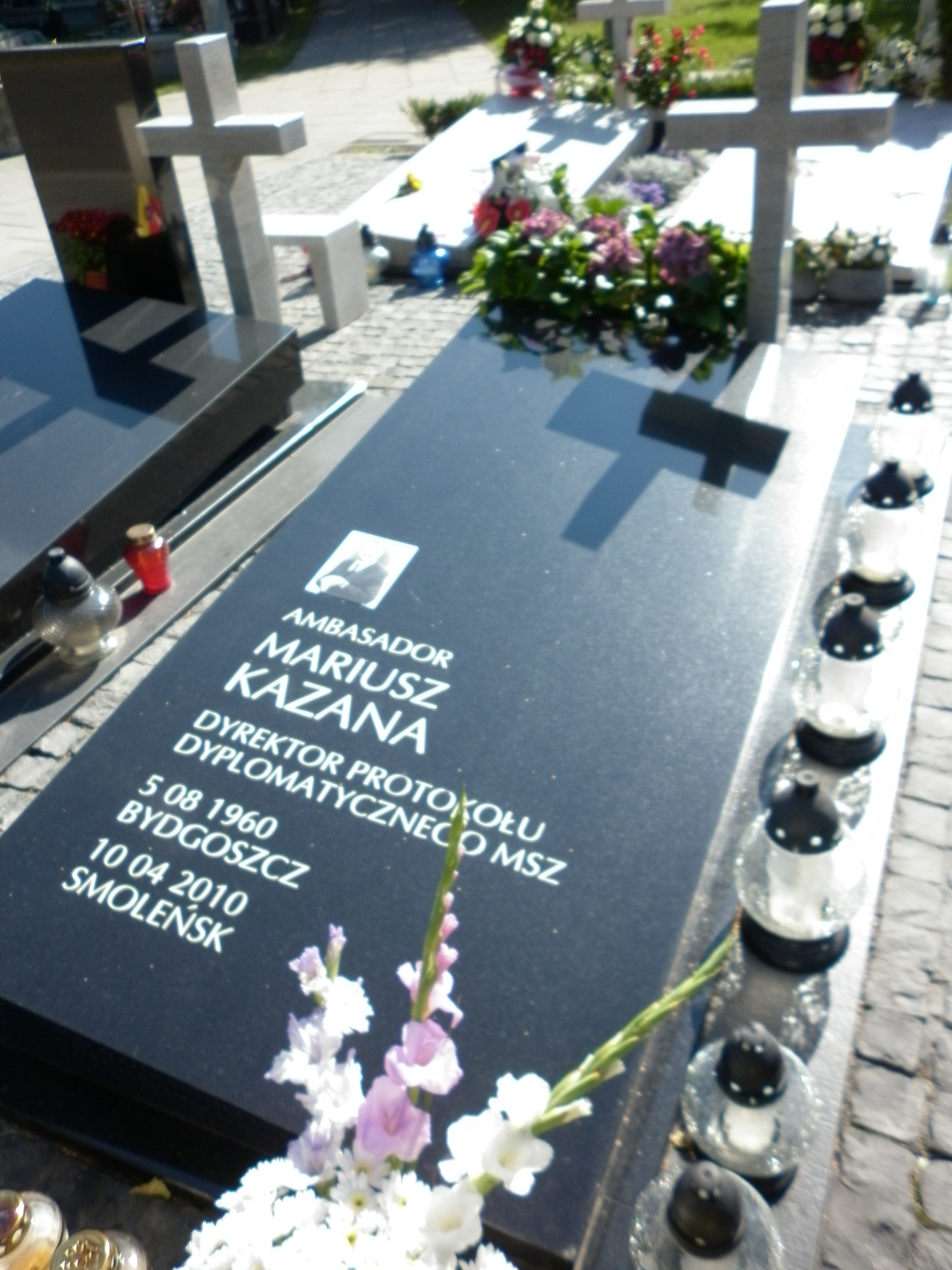
Hrob na hřbitově 'Cmentarz Wojskowy na Powązkach' ve Varšavě

## Životopis
Byl absolventem Právnické fakulty Varšavské univerzity. Od roku 1988 působil na různých pozicích na ministerstvu zahraničních věcí. V letech 1992 až 1996 byl tajemníkem na polském velvyslanectví v Paříži. Od února 2008 byl ředitelem diplomatického protokolu Ministerstva zahraničních věcí Polska.
Zemřel při leteckém neštěstí u ruského Smolensku 10. dubna 2010. Dne 20. dubna 2010 byl pohřben na vojenském hřbitově ve Varšavě.

## Vyznamenání
- velkodůstojník Řádu za zásluhy, Portugalsko, 1. září 2008[1][2]
- rytíř Záslužného řádu Maďarské republiky, Maďarsko, 2009
- Národní řád za zásluhy, Malta, 2009
- komandérský kříž Maltézského záslužného řádu, Maltézský řád, 2009
- fůstojník Řádu znovuzrozeného Polska in memoriam, Polsko, 2010
- Medaile Bene Merito in memoriam, Polsko, 2010[3]